# NGC 1040
NGC 1040 (= NGC 1053) è una galassia lenticolare situata nella costellazione di Perseo, a una distanza di circa 214 milioni di anni luce dalla nostra Via Lattea.

## Scoperta
La galassia è stata scoperta il 9 dicembre 1871 dall'astronomo francese Édouard Stephan. Il 21 ottobre 1886, la galassia è stata nuovamente osservata dall'astronomo statunitense Lewis Swift e in base alle sue misurazioni della posizione, leggermente differenti da quelle di Stephan, inserita nel New General Catalogue con il codice NGC 1053; oggi le due osservazioni sono considerate riferentesi allo stesso oggetto celeste e quindi NGC 1053 è considerato un duplicato di NGC 1040.